# Shengjin
Shengjin (en albanés: Shëngjin, en italiano: San Giovanni di Medua) es una ciudad de Albania ubicada en el municipio de Lezhë, de 6.805 habitantes.

## Geografía
Shengjin se encuentra en el extremo norte de un gran golfo ubicado a 7 km de Lezhë, la capital provincial. Al sur de la ciudad se encuentra la zona de la laguna del delta del río Drin, que forma el oasis natural protegido Kune - Vain. Aquí se encuentra un puerto abierto en el 2009, que conecta la ciudad de Bari. Este lugar cuenta con una hermosa vista al mar que está rodeada de montañas no muy altas.

## Historia
Según la tradición, Julio César habría llegado aquí en la guerra contra Pompeyo. Durante el periodo otomano tuvo relevancia comercial, así como la cercana Lezhë. Más tarde el centro del comercio se trasladó a Shkoder y Ulcinj. Desde los años 1990 (es el único puerto de Durres en Albania al norte) ha tenido un renacimiento del comercio y las playas de la ciudad han recibido una afluencia cada vez mayor de turistas.

## Economía
La ciudad portuaria ha estado experimentando desde finales de los años 1990, una conversión fuerte. Con el dinero del turismo de playa que ha entrado en la ciudad, se ha invertido y se han realizado nuevas construcciones. El puerto está vinculado al puerto de Vlora y es el tercero más grande del país, pero económicamente no es muy importante, aunque es el único al norte de Durrës, el puerto más grande de Albania. En 2009 los bienes fueron tratados durante un total de 369 mil toneladas.
La playa es punto de destino turístico de muchos albaneses de Kosovo, lo que ha propiciado la presencia de numerosos hoteles, apartamentos y restaurantes.

## Tráfico
Intercalado entre las lagunas, el mar y las colinas Shengjin sólo es accesible por Lezhë mediante un camino estrecho entre la laguna y las montañas. A lo largo de la costa hacia el norte o hacia el sur no hay carreteras. La comunidad de Shengjin incluye una larga franja de tierra a lo largo de la costa.

## Ubicación
El municipio está formado por las siguientes localidades:
- Shëngjin
- Ishull Shëngjin
- Ishull Lezhë
- Mali Shëngjin
- Mali Rrenc